# Milagros Rey Hombre
Milagros Rey Hombre, nascuda a Madrid el 22 d'octubre de 1930 i morta el 17 de març de 2014, va ser una de les primeres dones arquitectes de Galícia.

## Trajectòria

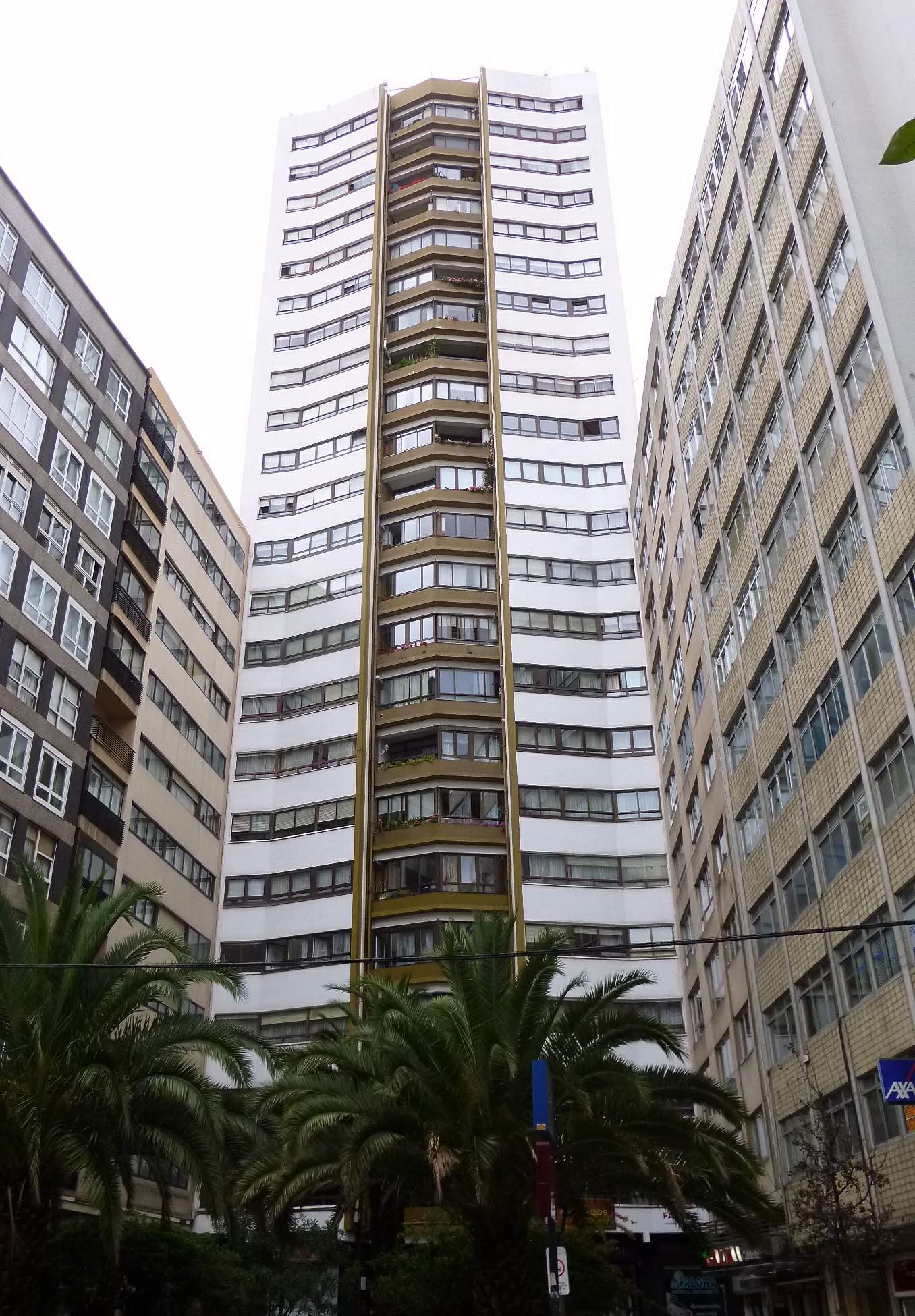
Torre Daurada

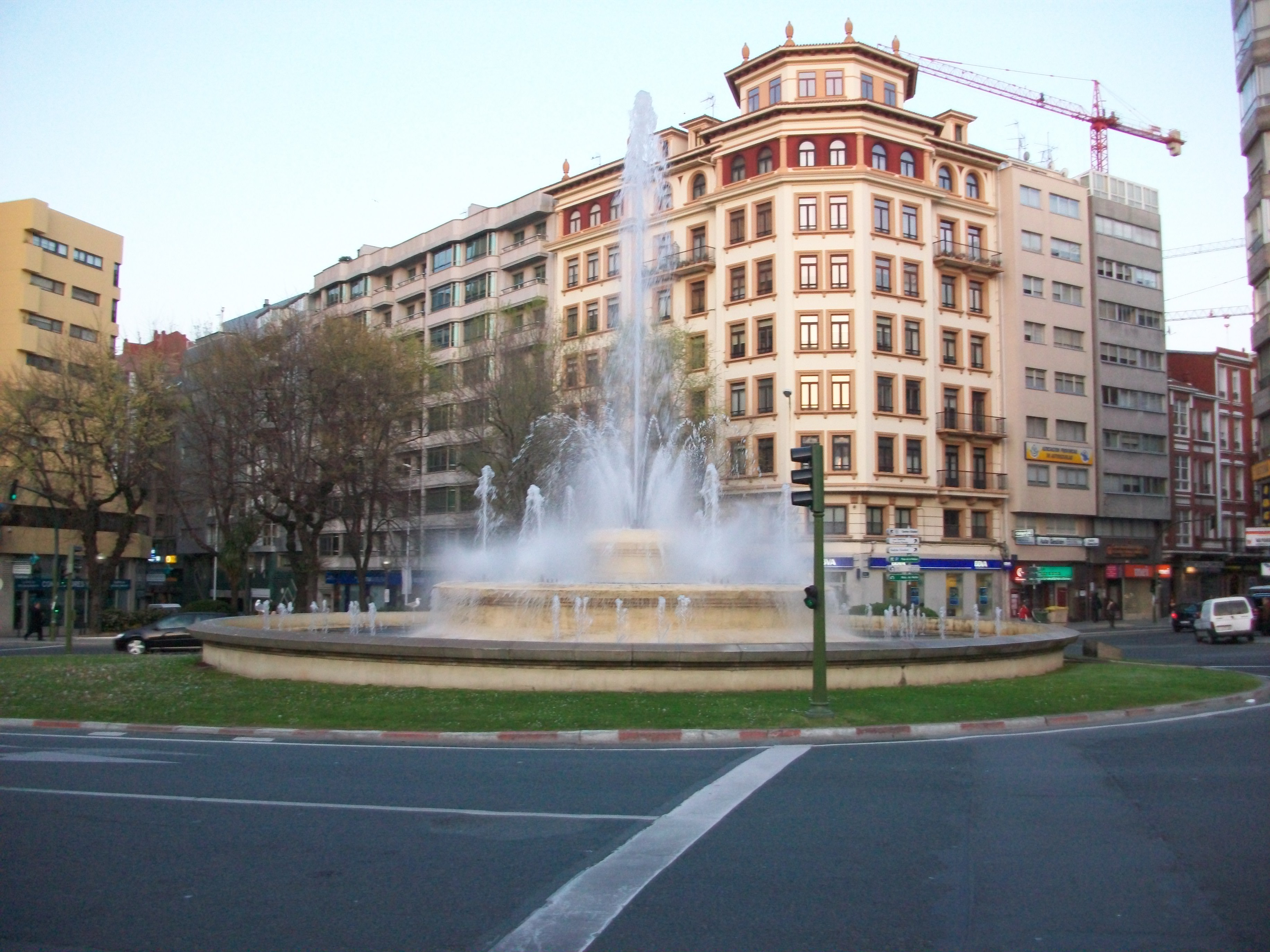
Font de Catro Camiños

Filla de l'arquitecte Santiago Rey Pedreira, va estudiar batxillerat a la Compañía de María de la Corunya i va començar la seva carrera arquitectònica a Madrid l'any 1952.
L'any 1960 es va llicenciar i un any i mig després va establir el seu estudi a la Corunya, compaginant la feina amb la municipal. Una de les seves primeres obres a la ciutat d'Herculà va ser la reforma de la capella de la Companyia de Maria l'any 1962, seguint les directrius del Concili Vaticà II va aconseguir un espai sobri però amb un ús acurat de la llum. Entre les seves obres, destaquen el local social de pescadors de Fisterra, la font de Catro Camiños i la Torre Daurada, el primer gratacel de la Corunya, al carrer de Juan Flórez. Com a cap de la secció tècnica del consistori, va gestionar els terrenys per a la construcció de finques com Elviña i Barrio das Flores o per a l'establiment de la refineria.
Va ser professora a l'Escola Universitària d'Arquitectura Tècnica de la Corunya.

## Reconeixements
L'any 2005 va ser guardonada amb la Medalla Castellao. L'any 2012 el consistori de la Corunya li va retre homenatge. L'any 2014, el Projecte MAGA, Dones Arquitectes de Galicia, la va retre homenatge a l'Escola Tècnica Superior d'Arquitectura de la Corunya.